# 이월성

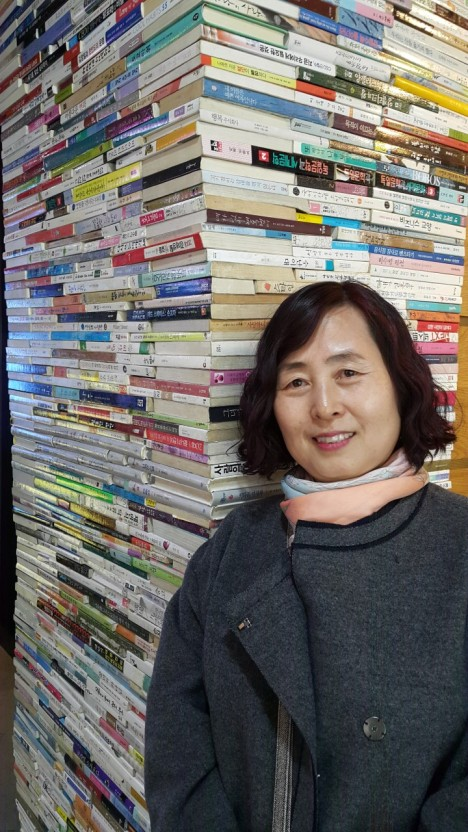

이월성(1966년 ~ )은 대한민국의 소설가이다. 경상북도 예천에서 태어나 보성여자고등학교를 졸업하고 동덕여자대학교 도서관학과(문헌정보학과)를 졸업하였다. 대학교 재학당시 교내 교육방송국(DEBS) 기자와 보도부장을 역임하기도 했다. 작가는 예술세계에 수필〈아가에게〉 소설〈엘리베이터에 갇힌 사람들〉이 당선되어 문단에 나왔다. 저서로는 소설집《인간등대》 공저 《글길을 따라 걷다》 등이 있다. 현재 사단법인 한국문인협회 윤리위원으로 활동하고 있다.

## 약력
- 1988년 - 1993년 월간 생활법률(출판사 법정사) 편집 및 취재기자
- 2001년 - 2013년 독서, 논술, 글쓰기 지도
- 2013년 - 2014년 해법과학영재원 실험과학 강사 역임
- 2017년 - 2024년 (사)한국소설가협회 사무국장 역임
- 2019년 -  현재  죽헌문학회 회장
- 2024년 -  현재  (사)한국문인협회 윤리위원

## 저서

### 소설집
- 《인간등대》(도화출판사, 2020) ISBN 9791190526104

### eBook
- 《인간등대》 한국문학예술저작권협회 문학예술 전자출판 지원사업 선정작 ISBN 9791193409251

### 공저
- 《선 채로 스며드는 점》(도서출판 모아드림, 1998) ISBN 9788987220314
- 《혼합과 질서》(도서출판 문학관, 1999) ISBN 9788970771311
- 《인생 그 방황의 끝에서》(문학과현실사, 2021) ISBN 9788974802356

## 기타
- KBS라디오 문학관에 〈엘리베이터에 갇힌 사람들〉 〈엄마의 집〉 〈푸른 우체통〉 방송
- 2023문학주간 "소리채집" 보타닉-제주에서 썸딩문학회와 함께 소설낭독회
- 2021문학주간 스테이지 〈한국소설을 읽다〉 소설가 4인 대담

## 수상 경력
- 한국문협서울시문학상